# Дино Браво
Адо́льфо Бреша́но (итал. Adolfo Bresciano), более известный как Ди́но Бра́во (Dino Bravo; 6 августа 1948, Кампобассо — 10 марта 1993, Лаваль, Квебек) — канадский рестлер итальянского происхождения, заявлял, что является «сильнейшим человеком Канады», а затем «сильнейшим человеком в мире».

## Профессиональная карьера

### Начало карьеры
Брешано начал бороться с 1970 года. Своё прозвище «Дино Браво» он позаимствовал у борца начала 1960-х, который выступал в паре с Домиником Денуччи под общим псевдонимом братья Браво, Дино и Доминик. Тренером Брешано был Джино Брито, он часто выступал в команде со своим наставником как «двоюродный брат Брито». Дино Браво также работал в команде с такими реслерами, как Тим Вудс («Мистер Рестлинг») и Денуччи.
Браво вместе с Вудсом выиграл командный чемпионат мира NWA федерации JCP, победив Джина и Оле Андерсонов, однако в конечном итоге Андерсоны взяли реванш. Браво также боролся с Блэкджеком Маллиганом, дважды победив его в телевизионных нетитульных боях, он хотел отобрать у последнего титул чемпиона США. Браво не смог стать чемпионом США, но провёл бой против чемпиона мира NWA Харли Рейса.
К концу 1970-х годов Браво стал достаточно популярным, чтобы добиться пуша в Монреале. В декабре 1978 года он победил Джина Киниски в Торонто и выиграл Канадский чемпионат в супертяжёлом весе.

### World Wrestling Federation
В марте 1978 года вместе с Домиником Денуччи Браво завоевал титул чемпиона мира WWF, победив команду Чарльза Калани и Гарри Фудзивары. Три месяца спустя, в июне, Юконские Лесорубы нанесли поражение Браво и Денуччи в битве за титул.
В начале 1980-х Браво и Тонга Фифита (позже известный как Хаку) ненадолго сформировали команду, но особых успехов не достигли. Браво планировал провести бой против Халка Хогана в 1986 году, но матч был отменён, после чего Браво покинул компанию; ходил слух, что компания не хочет, чтобы монреальская публика поддерживала Браво, местного борца, в бою с Хоганом, после этого Браво и ушёл.
Браво вернулся в WWF в 1987 году, за год он заметно изменился. Теперь он был на порядок более накачанным (ходили слухи, что он не только тренировался, но также принимал стероиды, чтобы укрепить телосложение) и перекрасился в блондина (ранее был шатеном). Он начал работать в трио Джонни Вэлианта с Грегом Валентайном и Брутусом Бифкейком. Последнего выгнали из команды на Рестлмании III, и Браво занял его место, трио стало называться Дрим Тим.
Через несколько месяцев Браво вернулся к одиночным выступлениям и начал применять силовые трюки. За время своей карьеры в Канаде Браво стал известен больше как техничный борец, но с началом использования силовых трюков его техника отошла на задний план, а его стиль изменился. Он стал применять, например, броски, клозеслайны, удары кулаками и ногами, захваты соперника, а завершать бои стал уже не самолётным спином, а боковым суплексом. На Королевской битве 1988 Браво (который утверждал, что может выжать более 220 кг) пытался выжать, как он утверждал, 325 кг, что на то время было бы мировым рекордом. Комментатор (бывший бодибилдер) Джесси Вентура немного помог ему поднять гриф, но Браво посчитал жим успешным и стал считать себя «сильнейшим человеком мира». На турнире Браво бился с Доном Мурако, Кеном Патерой, Роном Гарвином и Джимом Дагганом. Браво кричал «Бах-ах» каждый раз, когда брал верх над противником, чтобы развеселить зрителей.
Браво носил на форме геральдические лилии, чем хотел выразить уважение к Квебеку. Его менеджером был Френчи Мартин, который часто одевал на себя вывеску с надписью «США не в порядке» (англ. USA is not OK). В марте 1988 года Браво проиграл в Рестлмании IV в первом круге чемпионата мира в тяжёлом весе WWF, его соперником был Дон Мурако, он толкнул рефери между собой и Мурако, чтобы предотвратить удар соперника. Перед матчем Джесси Вентура в комментарии заявил, что во время «рекордного» жима Браво в 325 кг он задействовал только свои «два маленьких пальчика» и установил только два фунта давления на гриф. В августе во время матча-реванша на первом SummerSlam (1988) на «Мэдисон-сквер-гарден» Мартин отвлекал Дона Мурако, чтобы позволить Браво завоевать победу. Менеджер Мурако, Билли Грэм, комментировал событие вместе с Гориллой Монсуном, рефери на главном событии как гость был назначен Вентура, таким образом Грэм, который был вдали от ринга, мог только смотреть с отчаянием на нечестную тактику Браво и Мартина. В октябре на турнире Короля Ринга Браво одержал победу над Джимом Дагганом в матче за флаг. В январе на Королевской битве 1989 года Браво выступал в команде с братьями Ружу (Жак и Раймонд), но проиграл два из трёх матчей Джиму Даггану и Основанию Хартов (Брет Харт и Джим Нейдхарт). На Рестлмании V Браво победил канадца Рона Гарвина.
После ухода Френчи Мартина Браво присоединился к команде Джимми Харта и начал фьюд с другим сильным борцом, Последним Воином. Браво безуспешно пытался отобрать у него титул Интерконтинентального чемпиона WWE. До поражения на Рестлмании VI от Даггана Браво был в команде с Джоном Тентой. Браво часто демонстрировал свою силу, делая отжимания с 210-килограммовым Тентой на спине (хотя Тента держал ноги на полу, так что не весь его вес припадал на партнера). Команда Тента и Браво имела длительный фьюд с Халком Хоганом и Фредом Оттманом.

### Окончание карьеры
После поражения на Рестлмании VII от Керри Фон Эриха он на несколько месяцев исчез из WWF TV. После этого он появлялся на монреальском домашнем шоу и бился против Жака Ружу и Варвара. Браво покинул WWF и ушёл из борьбы после европейского турне в апреле 1992 года. В своём прощальном матче в Шеффилде, Англия, показанном «Sky Movies», он и Железный Шейх проиграли Легиону Судьбы. После ухода из спорта Браво помогал тренировать реслеров в Монреале.

## Убийство
10 марта 1993 года Брешано был найден застреленным. Ему было 44 года. Рестлер находился у себя дома в Лавале, Квебек, и смотрел хоккей, когда в него выпустили 17 пуль: 7 в голову и 10 в туловище. Убийство так и не раскрыли. Считается, что причиной убийства стало его предполагаемое участие в незаконной контрабанде сигарет в Канаде. Рик Мартель заявил в интервью, что благодаря своей известности Брешано мог привлечь много клиентов (особенно среди коренного населения), таким образом, он мешал бизнесу мафии. Непосредственно перед своей смертью Брешано признался друзьям, что знает — его дни сочтены. Он был племянником жены монреальского криминального авторитета Вика Котрони и, по мнению правоохранительных органов, был им завербован. Останки Брешано покоятся в мавзолее на кладбище Нотр-Дам-де-Неж, Монреаль, Квебек.